# Shannonomyia hoffmani
Shannonomyia hoffmani är en tvåvingeart som beskrevs av Alexander 1936. Shannonomyia hoffmani ingår i släktet Shannonomyia och familjen småharkrankar.
Artens utbredningsområde är Puerto Rico. Inga underarter finns listade i Catalogue of Life.